# Nick Grunzweig
Nicholas John Grunzweig, detto Nick (Buffalo, 21 luglio 1918 – Des Moines, 10 febbraio 2007), è stato un cestista statunitense, professionista nella NBL.

## Carriera
Giocò per una stagione nella NBL, disputando 43 partite con 2,8 punti di media.